# Carl Eugen Keel
Carl Eugen Keel (* 1885 in Altstätten; † 1961 in Rebstein, Schweiz) war ein Schweizer expressionistischer Holzschneider und Maler. Bekannt sind seine Linoleum- und Holzschnitte – oft Ortsansichten, zum Teil handkoloriert. Weniger bekannt sind seine Aquarelle, Ölbilder und Figuren aus Holz, Stein und getriebenem Metall.

## Leben
Carl Keel wurde als Sohn des Schlossers Carl Joseph Keel (1849–1909) und der Maria Elisabeth Rohner (1857–1926) geboren und machte ursprünglich eine Lehre als Kupferschmied. Später arbeitete er als Textilentwerfer für St. Galler Stickereien. Der Zusammenbruch der Stickereiindustrie nach dem Ersten Weltkrieg zwang Carl E. Keel, der mit Emma Bertha Schär elf Kinder hatte, sich neu zu orientieren. Er zog in das Tessin um und schnitt Ortsansichten, Alltagsszenen und Stillleben in Linoleum. Keel lebte in den zwanziger Jahren in Cantine di Gandria und verkehrte im Künstlerkreis von Ascona. Seine Frau und zum Teil seine Kinder verkauften die Abzüge in ihrem Laden in Gandria.
Heute gilt Carl Keel als eigenständiger Schweizer Expressionist. Er ist der Vater des zeitgenössischen Malers Adam Dario Keel.

## Hinweise zur Werksignatur
In der Regel signierte Keel seine Werke als «C. Keel» und mit dem Vermerk «Handdruck» oder «Original Holzschnitt» (auch abgekürzt). Im Holzschnitt finden sich oft die Initialen «CK».